# Plaza Constitución (Montevideo)
La Plaza Constitución (Plaça Constitució) és la plaça més antiga de la capital de l'Uruguai, Montevideo, ubicada al centre del barri històric de Ciudad Vieja. És coneguda popularment com a Plaça Matriu (Plaza Matriz) per trobar-se davant la Catedral Metropolitana de Montevideo.

## Història
La plaça rep el seu nom oficial per haver estat aquest lloc on es va jurar, el 18 de juliol de 1830, la primera Constitució de la nova República Oriental de l'Uruguai. A l'antiga ciutat colonial i durant les primeres dècades de la independència de l'Uruguai, aquesta plaça va ser el centre de la vida nacional, ubicada davant el Cabildo, seu del govern colonial, obra de Tomás Toribio, i de l'església Matriu (Catedral Metropolitana), aquesta última conservant les restes mortals de Fructuoso Rivera, Juan Antonio Lavalleja i Venancio Flores.
Actualment la plaça és el centre comercial i turístic del barri, al costat del carrer de vianants Sarandí. Als seus voltants es troben alguns ministeris, bancs i institucions culturals, així com una variada oferta gastronòmica.